# روتو

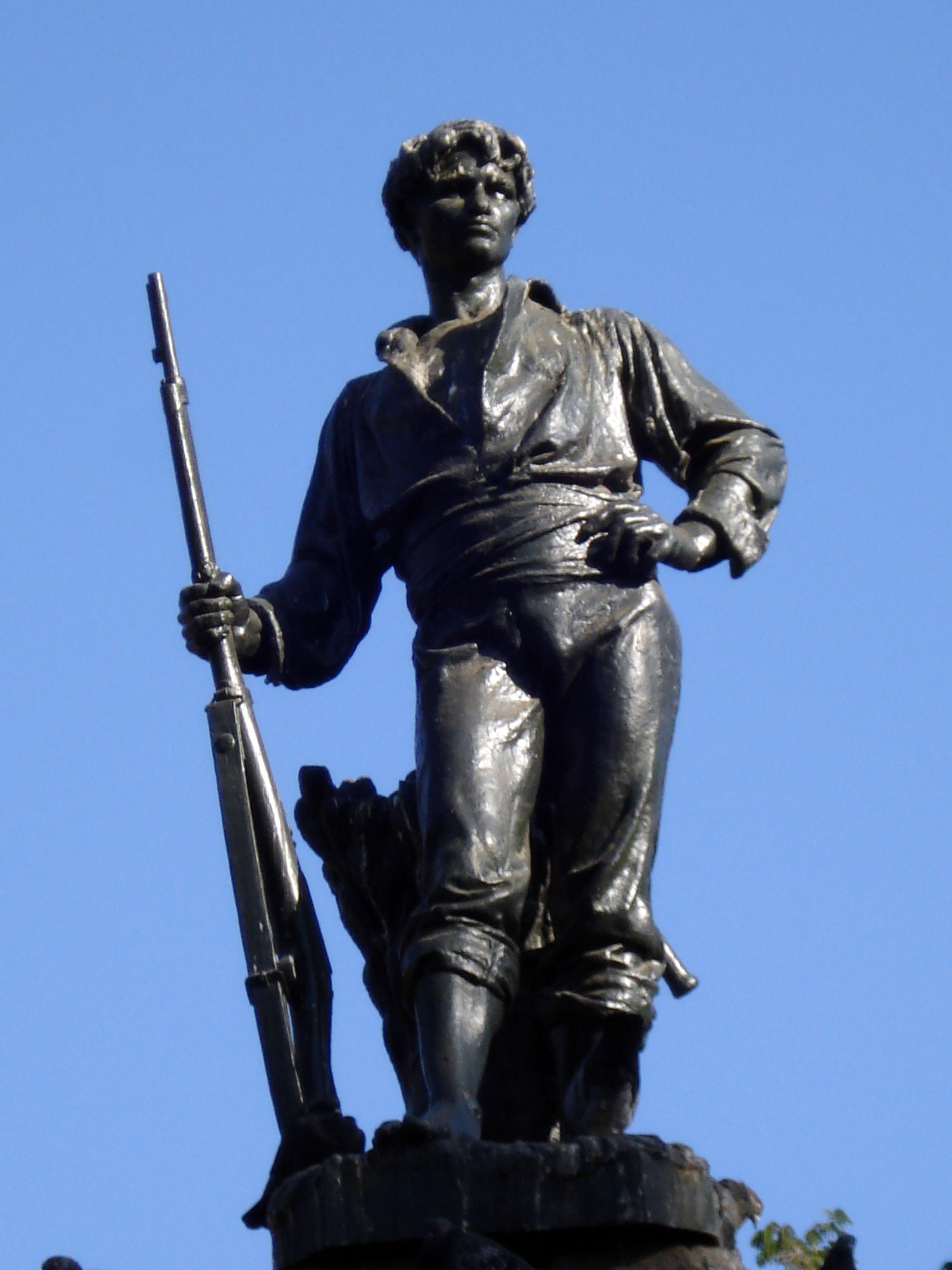
نصب تذكاري لروتو التشيلي، سانتياغو.

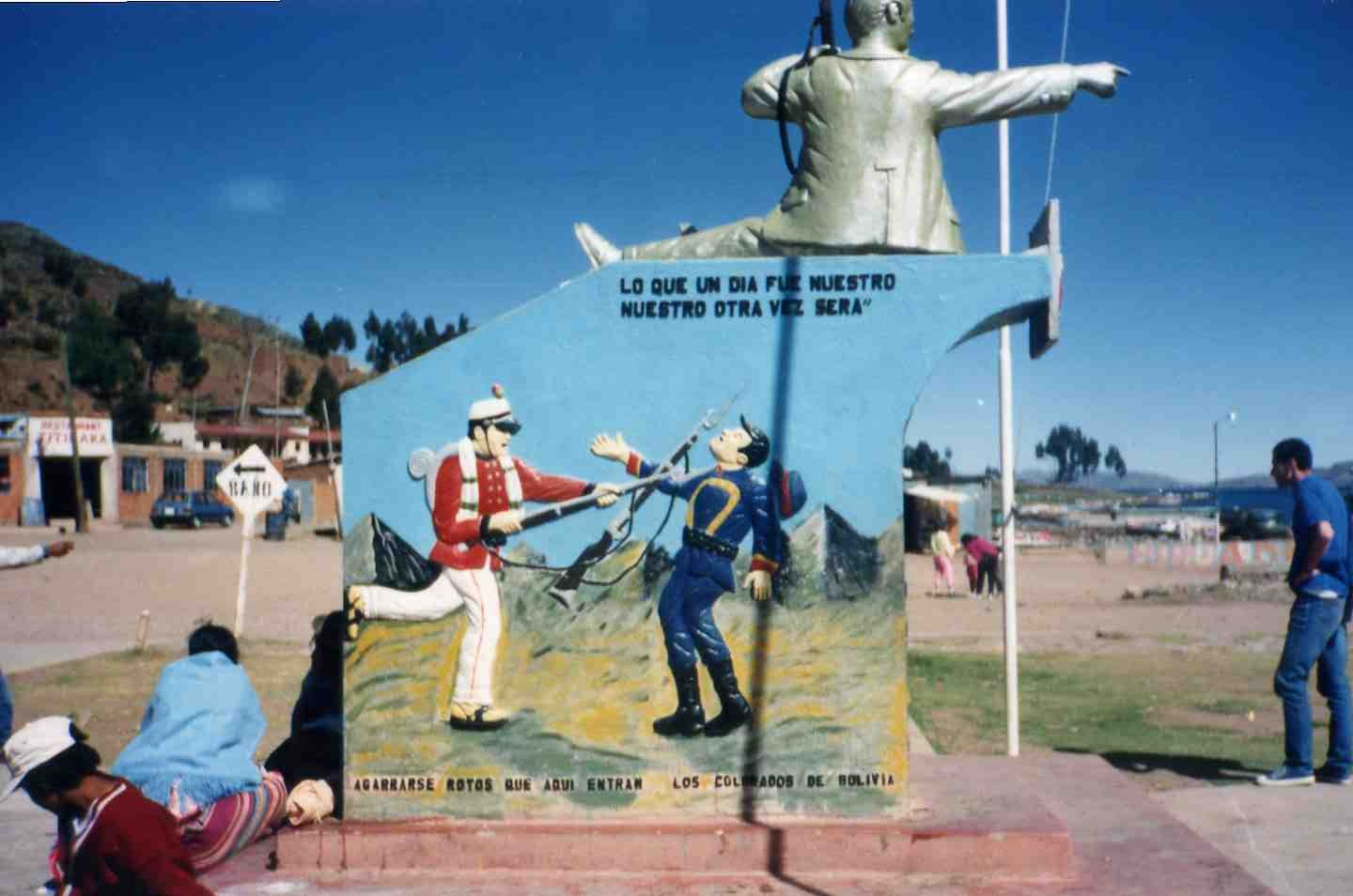
مثال على التعابير الحديثة عن الانفرادية البوليفية عن الخسائر الإقليمية في حرب المحيط الهادئ (1879-1884). المكتوب في جدارية. "ما كان لنا في الماضي، سيكون لنا مرة أخرى"، و "عقد على روتوس (التشيليين)، لأن هنا يأتي كولورادو بوليفيا"

روتو، (حرفيا "كسر") هو مصطلح يستخدم للإشارة إلى الشعب التشيلي.
في تشيلي من بداية القرن العشرين، تم تطبيقه بدلالة سلبية للفقر لسكان (المدن الفقراء). كما أنه يستخدم بازدراء في البلدان الناطقة بالإسبانية الأخرى، وخاصة بوليفيا وبيرو، للإشارة إلى التشيليين بطريقة مهينة. خلاف ذلك، على الرغم من عيوبه، يعتبر روتو أيضا شخصية من الهوية الوطنية والفخر في تشيلي.

## الاستخدام التاريخي
وقد استخدم مصطلح روتو في بيرو منذ زمن الفتح الإسباني، عندما عادت قوات دييجو دي ألماغرو المخيبة للآمال إلى كوزكو (بعد رحلة استكشافية فاشلة للبحث عن الذهب في تشيلي) بملابسهم الممزقة، بسبب الممر الواسع والشاق على الأقدام من خلال صحراء أتاكاما.
أصبح هذا المصطلح أكثر استخدامًا بعد الحملات التشيلية ضد الكونفدرالية البيروفية-البوليفية في عام 1839. هزمت القوات الشيوعية الكونفدرالية في معركة يونجاي في 20 يناير 1839. في تشيلي تم دفع تكريم المنتصرين من يونجي وفي بادرة تقدير، أعلن 20 يناير ديا ديل روتو تشيلينو (بالاسبانية؛ يوم روتو التشيلي) - وحرب المحيط الهادئ.
يتم الاحتفال برقم روتو التشيلي من قبل المنظمات والجهات الفاعلة المتنوعة جدا مثل الجيش التشيلي، والنشطاء المتطرفين، والحزب الشيوعي والمنظمات المحلية للمواطنين العاديين. الجيش لديه تقدير خاص لهذا الرقم الذي كان يعتبر البطل الرئيسي من بعض المعارك الأكثر أهمية في الحرب ضد بوليفيا وبيرو. في هذا السياق، تنص صفحة الويب للجيش التشيلي على:
تجسدت الوطنية والشجاعة والبطولة في روتو التشيلي، الذي يمثل الرجل العادي الذي ترك الجميع ليقاتل من أجل بلاده. كان هذا هو الذي قاتل في يونجي وميز نفسه بشراسته وعزيمته.